# Durand (Familienname)
Durand ist ein Familienname.

## Namensträger

### A
- Alain Durand (* 1946), französischer Basketballspieler
- Alfred Durand-Claye (1841–1888), französischer Ingenieur
- Anahí Durand (* 1978), peruanische Rechtsanwältin und Politikerin
- André Durand (Lithograf) (1807–1867), französischer Lithograf
- André Durand (1912–2008), Schweizer IKRK-Delegierter
- Angèle Durand (1925–2001), belgische Sängerin und Schauspielerin
- Anne-Marie Durand-Wever (1889–1970), deutsche Gynäkologin und Mitbegründerin von Pro Familia
- Anton Friedrich Durand (?–vor 1817), auch: A. F. Dürand, hannoverscher Hotelier, Weinhändler, Koch und Herausgeber eines Kochbuches
- Asher Brown Durand (1796–1886), US-amerikanischer Maler
- Auguste Durand (1830–1909), französischer Organist und Verleger

### B
- Bruno Durand (1890–1975), französischer Bibliothekar, Provenzalist, Romanist und Dichter

### C
- Camille Durand, eigentlicher Name von Ellinoa (* 1988), französische Jazzmusikerin
- Catherine Durand (Schriftstellerin) (Catherine Bédacier-Durand; 1650–1712), französische Schriftstellerin
- Catherine Durand (Reiterin) (* 1955), französische Dressurreiterin
- Catherine Durand (Musikerin) (* 1971), kanadische Sängerin und Musikerin
- Catherine Durand, Pseudonym von Petra Mattfeldt (* 1971), deutsche Schriftstellerin und Verlegerin
- Cédric Durand, Wirtschaftswissenschaftler
- Charles-Alexandre Léon Durand Linois (1761–1848), französischer Admiral
- Claude Durand (1938–2015), französischer Verleger, Übersetzer und Autor

### E
- Elie-Antoine Durand (1888–1939), französischer Geistlicher und römisch-katholischer Bischof von Montauban
- Élie Magloire Durand (1794–1873), französisch-amerikanischer Botaniker
- Émile Durand (1830–1903), französischer Komponist und Musikpädagoge
- Étienne Durand, französischer Tennisspieler

### F
- Florentin Durand (* 1982), französischer Skispringer
- François Durand (* 1973), französischer römisch-katholischer Geistlicher, Bischof von Valence

### G
- Georg Durand (Maler, 1811) (George Dürand; 1811–1873), deutscher Genre- und Landschaftsmaler, Zeichner und Zeichenlehrer sowie Hofmaler
- Georg Durand (Maler, 1896) (1896–1961), deutscher Lehrer, Maler und Grafiker
- George H. Durand (1838–1903), US-amerikanischer Politiker
- Georges Durand (1864–1941), französischer Motorsportfunktionär
- Gilbert Durand (1921–2012), französischer Soziologe, Anthropologe und Essayist
- Gilles Durand (* 1952), kanadischer Radrennfahrer
- Godefroy Durand (1832–1896), französischer Illustrator und Zeichner
- Guillaume Durand (1230–1296), französischer Bischof

### H
- Henry Mortimer Durand (1850–1924), Außenminister der britischen Kolonie Indien

### J
- Jacky Durand (* 1967), französischer Radrennfahrer
- Jean Durand (Baumeister), französischer Kleriker und Baumeister
- Jean Durand (Siedler) (1653–??), kanadischer Siedler
- Jean Durand (Politiker) (1865–1936), französischer Politiker
- Jean Durand (Regisseur) (1882–1946), französischer Regisseur
- Jean Durand (Metallkünstler) (1894–1977), französischer Künstler
- Jean-Louis Durand (20. Jhd.), französischer Organist
- Jean-Nicolas-Louis Durand (1760–1834), französischer Architekt und Architekturtheoretiker
- Jean-Philippe Durand (* 1960), französischer Fußballspieler
- Jean-Pierre Durand (Soziologe) (* 1948), französischer Soziologe
- Jean Pierre Durand (Schauspieler), französischer Schauspieler
- Jérémie Durand (* 1986), französischer Skirennläufer
- Joël-François Durand (* 1954), französischer Komponist
- Johann Durand (* 1981), französischer Fußballspieler

### K
- Kevin Durand (* 1974), kanadischer Schauspieler

### L
- Laurent Durand (1712–1763), französischer Verleger
- Léon Durand (General) (1846–1925), französischer General
- Léon Durand (Bischof) (1878–1945), französischer Bischof von Oran
- Luc Durand (Architekt) (1929–2018), kanadischer Architekt
- Luc Durand (Schauspieler) (1935–2000), kanadischer Schauspieler, Regisseur und Autor
- Luigi Durand de la Penne (1914–1992), italienischer Marineoffizier

### M
- Marc Durand (* 1949), kanadischer Pianist und Musikpädagoge
- Marguerite Durand (1864–1936), französische Schauspielerin, Journalistin und Suffragette
- Marie Durand (1711–1776), französische Hugenottin
- Martín Durand (* 1976), argentinischer Rugby-Union-Spieler
- Mathias Durand-Reynaldo (* 1975), französischer Maler des Realismus
- Meira Durand (* 2000), deutsche Schauspielerin
- Michel Durand-Delga (1923–2012), französischer Geologe und Geologie-Historiker

### N
- Nathalie Durand, französische Kamerafrau
- Nicolas Durand (Architekt) (1739–1830), französischer Architekt
- Nicolas Durand (Rugbyspieler) (* 1982), französischer Rugby-Union-Spieler

### O
- Oswald Durand (1840–1906), haitianischer Schriftsteller französischer und kreolischer Sprache

### P
- Pascal Durand (* 1960), französischer Politiker
- Paul Durand (General) (1845–1916), französischer General
- Paul Durand (Komponist) (1907–1977), französischer Komponist und Arrangeur
- Paul Durand (Illustrator) (1925–1977), französischer Illustrator und Maler
- Paul Durand (Schriftsteller) (1930–2019), französischer Schriftsteller und Journalist
- Paul Durand (Diplomat), kanadischer Diplomat
- Paul Durand-Ruel (1831–1922), französischer Kunsthändler und Galerist
- Peter Durand (auch Pierre Durand; 1766–1822), britischer Kaufmann und Erfinder
- Pierre Durand (Geistlicher) (1700–1732), französischer Hugenottenpastor und Märtyrer
- Pierre Durand (1903–1979), französischer Schriftsteller, siehe Pascal Pia
- Pierre Durand (Widerstandskämpfer) (1923–2002), französischer Widerstandskämpfer
- Pierre Durand (Reiter, 1931) (Pierre Durand, Sr.; 1931–2016), französischer Spring- und Vielseitigkeitsreiter
- Pierre Durand (Komponist) (1935–1998), französischer Komponist
- Pierre Durand (Reiter, 1955) (Pierre Durand, Jr.; * 1955), französischer Springreiter

### R
- Raymond Durand (* 1952), französischer Rennfahrer
- Raymund Durand (1924–2008), deutscher Jurist und Oberbürgermeister der Stadt Völklingen
- René Durand (1927–2013), französisch-deutscher Erotik-Theaterbetreiber- und Regisseur
- Ricardo Durand Flórez (1917–2004), peruanischer Geistlicher, katholischer Bischof

### S
- Simon Durand (1838–1896), Schweizer Genre- und Porträtmaler sowie Zeichner und Aquarellist
- Solène Durand (* 1994), französische Fußballspielerin

### T
- Théophile Durand (1855–1912), belgischer Botaniker

### U
- Ursin Durand (1682–1771), französischer Diplomatiker

### W
- William Frederick Durand (1859–1958), US-amerikanischer Ingenieur

### Y
- Yohan Durand (* 1985), französischer Langstreckenläufer
- Yves Durand (Politiker, 1910) (1910–2003), französischer Industrieller, Verbandsfunktionär und Politiker
- Yves Durand (Historiker, 1929) (* 1929), französischer Neuzeithistoriker
- Yves Durand (Historiker, 1932) (1932–2004), französischer Historiker
- Yves Durand (Politiker, 1946) (* 1946), französischer Politiker (PS)